# گمینا بوروویه
گمینا بوروویه (به لهستانی:  Gmina Borowie) یک گمینا در لهستان است که در شهرستان گاروولین واقع شده‌است. گمینا بوروویه ۸۰٫۴۱ کیلومتر مربع مساحت و ۵٬۱۳۱ نفر جمعیت دارد.